# 外交照會
外交照會（法語：démarche）即一國政府向另一國政府通知己方對某一事件的意見。亦稱「通牒」。「照會」，意指「察照知會」。
可以是某國外交部對另一國外交部的書信，也可以是某國外交官對另一國的外交官的書信，也可以是外交部對外國使節與領事的電報，亦可以是各地的行政長官與當地外國外交官所遞交的一種外交文書。